# 변천 (법학)
법의 변천은 법이 사회의 변천과 어떠한 연관을 가지고 변천하는가를 고찰하는 과제이다. 법사학도 각 시대·민족의 법의 기술적(記述的) 연구에 그치지 않고 당연히 사회의 변천을 함께 고려하는데, 법의 변천론은 법과 사회의 연관에 대한 과학적 연구방법을 사회학·인류학 등이 발달시킴으로써 활발해졌다. 특히 진화론의 도입으로 법의 진화론(메인)으로 개화(開花)했다. 또 법인류학·비교 법학의 성과를 번창시켜 문화 발달사적으로 보편(世界) 법사학을 정리한 요셉 코라의 업적도 있다. 그러나 법의 변천론의 기초는 법사학, 특히 선사·고대법사학의 착실한 연구이다. 이에 따라 고대 제법(諸法)의 연구, 법의 계수론(繼受論) 등이 크게 진척(進陟)되었다. 더욱이 법의 변천론 중에는 법의 발생론과 법의 진화론이 있다. 전자가 법과 역사·사회의 관계의 인과적 고찰인 데 반해, 후자에는 목적·가치적 고찰이 있다.

## 같이 보기
- 법
- 법학
- 법의 발생
- 법의 진화